# Indicadores de asociación espacial
Los indicadores de asociación espacial son estadísticos que evalúan la existencia de grupos en la distribución espacial para una variable dada. Por ejemplo, si estamos estudiando la prevalencia de cáncer en una población determinada y se encuentra que en ciertas zonas al interior se tienen tasas más altas o más bajas que las esperadas; es decir, los valores que se producen están por encima o por debajo de los de una distribución aleatoria en el espacio. Esto se estudia dentro de la rama de la econometría del análisis espacial.

## Autocorrelación espacial global
La autocorrelación espacial es una medida de la agrupación global de los datos. Una de las estadísticas utilizadas para evaluar la autocorrelación espacial global es la I de Morán, que se define por: 
{\displaystyle I={\frac {{\frac {N}{S_{0}}}\sum _{i}{\sum _{j}{W_{ij}Z_{i}Z_{j}}}}{\sum _{i}{Z_{i}^{2}}}}}
donde 
- {\displaystyle Z_{i}} es la desviación de la variable de interés con respecto a la media;
- {\displaystyle W_{ij}} es la matriz de ponderadores que en algunos casos es equivalente a una matriz binaria donde la posición i, siempre es 1 si la observación i es contigua a la observación j, y cero en caso contrario;
- y {\displaystyle S_{0}=\sum _{i}{\sum _{j}{W_{ij}}}}.

Se requiere a la matriz W, para abordar la autocorrelación espacial y también modelar la interacción espacial. Es necesario imponer una estructura para limitar el número de grupos vecinos que deben ser considerados. Esto se relaciona con la ley de Tobler o primera ley de la geografía, que establece que todo depende de todo lo demás, pero más de las cosas más cercanas - en otras palabras, la ley implica una especial importancia con respecto a la distancia, de tal manera que a pesar de que todas las observaciones tienen una influencia sobre todas las demás observaciones, después de algún umbral de la distancia que la influencia puede ser no considerada.

## Global contra locales
El análisis espacial global es una estadística para resumir toda la zona de estudio. En otras palabras, el análisis global asume homogeneidad. Si esta suposición no se sostiene, el hecho de tener sólo una estadística, no tiene sentido, ya que la estadística debe diferir en más de espacio (dimensión).
Pero si no hay autocorrelación global o ninguna agrupación, todavía podemos encontrar grupos a nivel local utilizando autocorrelación espacial local. El hecho de que de la Morán I es una suma de productos cruzados individuales es explotado por los "indicadores locales de asociación espacial" (LISA) para evaluar la agrupación de las unidades individuales mediante el cálculo de la I de Moran local para cada unidad espacial y la evaluación de la significación estadística para cada I. A partir de la ecuación anterior obtenemos entonces:
{\displaystyle I_{i}={\frac {Z_{i}}{m_{2}}}\sum _{j}W_{ij}Z_{j}}
donde:
{\displaystyle m_{2}={\frac {\sum _{i}Z_{i}^{2}}{N}}}
entonces,
{\displaystyle I=\sum _{i}{\frac {I_{i}}{N}}}
La I de Moran es una medida de autocorrelación global, la i es local, y N es el número de unidades de análisis en el mapa.